# III Liga Gallega de Fútbol Americano
La III Liga Gallega de Fútbol Americano è stata la 3ª edizione del campionato di football americano, organizzato dalla AGFA.

## Squadre partecipanti
| Club                  | Città                  | Stadio | Sponsor ufficiale | Risultato nella stagione 2013 |
| --------------------- | ---------------------- | ------ | ----------------- | ----------------------------- |
| Oviedo Madbulls       | Oviedo                 |        |                   |                               |
| Santiago Black Ravens | Santiago di Compostela |        |                   |                               |
| Towers Football       | La Coruña              |        |                   |                               |
| Vigo Guardians        | Vigo                   |        |                   |                               |

## Stagione regolare

### Calendario

#### 1ª giornata
| Santiago di Compostela 16 novembre 2014, ore 17:00 | Santiago Black Ravens | 40 – 12 | Towers Football | Campo Municipal de Santa Isabel |

#### 2ª giornata
| Coruxo 23 novembre 2014, ore 16:30 | Vigo Guardians | 19 – 12 | Oviedo Madbulls | Campo de Fragoselo |

#### 3ª giornata
| Coruxo 30 novembre 2014, ore 16:30 | Vigo Guardians | 6 – 30 | Santiago Black Ravens | Campo de Fragoselo |

#### 4ª giornata
| Oviedo 13 dicembre 2014, ore 16:30 | Oviedo Madbulls | 18 – 6 | Towers Football | Complejo Deportivo San Lázaro |

#### 5ª giornata
| Santiago di Compostela 20 dicembre 2014, ore 16:30 | Santiago Black Ravens | 14 – 6 | Oviedo Madbulls | Campo Municipal de Santa Isabel |

#### 6ª giornata
Giornata rinviata

#### 7ª giornata
| Santiago di Compostela 18 gennaio 2015, ore 16:45 | Santiago Black Ravens | 18 – 0 | Vigo Guardians | Campo Municipal de Santa Isabel |

#### 8ª giornata
| Abegondo 24 gennaio 2015, ore 16:30 | Towers Football | 6 – 56 | Oviedo Madbulls | El Mundo del Fútbol |

#### 9ª giornata
| Oviedo 31 gennaio 2015, ore 15:00 | Oviedo Madbulls | 42 – 0 | Santiago Black Ravens | Complejo Deportivo San Lázaro |

#### 10ª giornata
| Coruxo 8 febbraio 2015, ore 16:30 | Vigo Guardians | 21 – 26 | Towers Football | Campo de Fragoselo |

#### 11ª giornata
| Abegondo 15 febbraio 2015, ore 16:00 | Towers Football | 22 – 25 | Santiago Black Ravens | El Mundo del Fútbol |

#### 12ª giornata
| Oviedo 22 febbraio 2015, ore 19:30 | Oviedo Madbulls | 49 – 13 | Vigo Guardians | Campos del Tensi |

#### Recuperi 1
| Abegondo 1º marzo 2015, ore 12:00 | Towers Football | 36 – 6 | Vigo Guardians | El Mundo del Fútbol |

### Classifica
La classifica della regular season è la seguente:
- PCT = percentuale di vittorie, G = partite giocate, V = partite vinte,  P = partite perse, PF = punti fatti, PS = punti subiti

| Pos. | Squadra               | PCT  | G | V | N | P | PF  | PS  |
| ---- | --------------------- | ---- | - | - | - | - | --- | --- |
| 1    | Santiago Black Ravens | .833 | 6 | 5 | 0 | 1 | 127 | 88  |
| 2    | Oviedo Madbulls       | .667 | 6 | 4 | 0 | 2 | 183 | 58  |
| 3    | Towers Football       | .333 | 6 | 2 | 0 | 4 | 108 | 166 |
| 4    | Vigo Guardians        | .167 | 6 | 1 | 0 | 5 | 65  | 171 |

## Verdetti
- Santiago Black Ravens Campioni della LGFA